# Невідомий Василь Іванович
Невід́омий Вас́иль Ів́анович — (9 листопада 1961 р., Харківська обл) — український правознавець, юрист, член Рахункової палати (1997-2024 рр.), з 2024 року  - т. в.о. Секретаря Рахункової палати - керівника апарату Рахункової палати.  

## Життєпис
Невідомий Василь Іванович народився у сім’ї вчителів, у селищі Буди, Харківської області. Там у середній школі №1 здобув середню освіту.    
1979-1986 року – Харківський юридичний інститут ім. Ф. Е. Дзержинського (зараз - Національний юридичний університет імені Ярослава Мудрого).   
Навчався за спеціальністю – «Правознавство», кваліфікація – юрист. Закінчив заклад з відзнакою.

## Трудова діяльність
1978 - 1981 роки – працював у Жовтневому народному суді Харкова.
1985 - 1994 роки – стажер помічника прокурора, помічник прокурора, прокурор, старший помічник прокурора, старший слідчий, заступник начальника відділу прокуратури Харківської області.
1994 - 1997 роки – старший прокурор,заступник начальника управління – начальник відділу нагляду за додержанням законів у сфері економічних відносин управління загального нагляду Генеральної прокуратури України.

## Робота у Рахунковій палаті
1997 - 2018 роки – Верховною Радою України Невідомого В. І. призначено членом Рахункової палати. Обіймав посаду головного контролера – директора департаменту з питань оборони та правоохоронної діяльності Рахункової палати (постанови Верховної Ради України від 24.04.1997 № 232/97-ВР та від 17.06.2004 № 1795- ІV).
У період з 2009 по 2013 роки від Рахункової палати очолював Групу Зовнішнього Аудитора ОБСЄ у Відні (Австрія) з аудиту консолідованої бюджетної звітності 2009 та 2010-2011, 2012 фінансових років.
Керівник групи зовнішнього аудиту фондів ЄС, які виділяються Україні на безповоротній основі в рамках чотирьох мультидержавних програм транскордонного співробітництва на період 2016-2020 років.
Керівник групи з функціональної оцінки Рахункової палати – 2018 рік.
Заступник керівника робочої групи з розробки Стратегії розвитку Рахункової палати – 2019 рік.
15 березня 2018 року Верховною Радою України В. І. Невідомого призначено членом Рахункової палати (постанова Верховної Ради України від 15.03.2018 № 2345-VІІІ). Звільнений з посади у 2024 році у зв’язку з закінченням строку повноважень. 
2024 року призначений т. в.о. Секретаря Рахункової палати - керівника апарату Рахункової палати.
Голова профспілкового комітету Рахункової палати з 2004 року.

## Наукова діяльність
У Національній Академії внутрішніх справ здобув наукову ступінь кандидата юридичних наук (2007 р.) за темою: «Рахункові палати як органи фінансового контролю в Україні та Європі: конституційно-порівняльний аналіз».
У тому ж навчальному закладі отримав наукову ступінь доктора юридичних наук (2013 р.) за темою: «Самоорганізація правової реальності як основа легітимності конституційного законодавства». 
Автор монографії та понад 60 наукових робіт і публікацій у галузі конституційного права, філософії права, удосконалення методології та аудиторської практики Рахункової палати.
Співавтор та співвиконавець науково-дослідної роботи щодо рекомендацій для системи внутрішнього контролю Мінфіну 2012-2016 pp. спільно з фахівцями Академії фінансового Управління Міністерства фінансів України.

### Перелік наукових праць В. І. Невідомого
1. Невідомий В.І. Етапи становлення та розвитку системи фінансового контролю в Україні // Вісник Національного університету внутрішніх справ. – Харків, 2005. – Вип. 29. – С. 334 – 341; 
2. Невідомий В.І. Розвиток конституційно-правового регулювання діяльності Рахункової палати України // Науковий вісник Юридичної академії Міністерства внутрішніх справ. – 2005. - №1. – С. 147-153; 
3. Невідомий В.І. Окремі питання адаптації законодавства України до міжнародних стандартів у сфері фінансового контролю // Право і безпека. – 2005. - №4. – С. 24-26; 
4. Невідомий В.І. Удосконалення статусу та діяльності Рахункової палати України шляхом імплементації стандартів Європейського Союзу // Вісник Київського національного університету внутрішніх справ. – 2006. - №1. - С. 116-123; 
5. Невідомий В.І. Європейський досвід – основа вдосконалення статусу та діяльності Рахункової палати України / Європейські інтеграційні процеси і транскордонне співробітництво: міжнародні відносини, економіка, політика, географія, історія, право: Тези доповідей II Міжнародної науково-практичної конференції студентів, аспірантів і молодих науковців, Луцьк, 19-20 травня 2005 р. / За ред. В.Й. Лажніка. – Луцьк: РВВ „Вежа” Волинського державного університету ім. Лесі Українки, 2005. – С. 85 – 88; 
6. Невідомий В.І. Основні напрямки державної політики щодо органів фінансового контролю / Європейські інтеграційні процеси і трансформація права на постсоціалістичному та пострадянському просторі: Тези доповідей і повідомлень на міжнародному науковому семінарі 23-24 вересня 2005 р. – Київ, 2005. – С. 37; 
7. Невідомий В.І. Форми незалежності органів державного фінансового контролю та їх співробітників / Другі юридичні читання: Збірник матеріалів Всеукраїнської наукової конференції 18 травня 2005 р. – К.: НПУ імені М.П. Драгоманова, 2005. – С. 489 - 492.
8. Невідомий В. І. Методологічний аспект проблеми визначення й систематизації основ легітимності права / В. І. Невідомий // Південноукраїнський правничий часопис. – 2009. – № 4. – С. 57–60.
9. Невідомий В. І. Правовий неонатуралізм та виправданість закону / В. І. Невідомий // Проблеми правознавства та правоохоронної діяльності. – 2010. – № 1. – С. 49–54.
10. Невідомий В. І. Легітимність як зобов’язальна сила конституційного закону / В. І. Невідомий // Наука і правоохоронна. – 2010. – № 1(7). – С. 200–205.
11. Невідомий В. І. Деонтологія правоосмислення в системі буттєвих форм права / В. І. Невідомий // Наука і правоохоронна. – 2010. – № 3 (9). – С. 240–245.
12. Невідомий В. І. Регулятивний та самоорганізаційний аспекти правової реальності / Теорія і практика інтелектуальної власності. – 2010. – № 5 (55). – С. 22–29.
13. Невідомий В. І. Еволюція правових цінностей та ідея конституціоналізму / В. І. Невідомий // Теорія і практика інтелектуальної власності. – 2010. – № 6 (56). – С. 104–112.
14. Невідомий В. І. Проблема легітимності політико-правових інституцій: історичні витоки та теоретична концептуалізація / В. І. Невідомий // Вісник господарського судочинства. – 2010. – № 3. – С. 105–110.
15. Невідомий В. І. Правова реальність» як категорія сучасного правознавства: проблемність визначення змісту / В. І. Невідомий // Право і суспільство. – 2010. – № 6. – С. 42–47.
16. Невідомий В. І. «Автопойєтичний» підхід до права та проблема легітимності / В. І. Невідомий // Вісник Вищого адміністративного суду України. – 2010. – № 1. – С. 68–75.
17. Невідомий В. І. Логіко-історичний аспект розвитку конституціоналізму / В. І. Невідомий // Вісник Національної академії прокуратури України. – 2010. – № 3 (19). – С. 24–30.
18. Невідомий В. І. «Об’єктивність права» та проекти «репозитивізації» праворозуміння в сучасній юридичній науці / В. І. Невідомий // Боротьба з організованою злочинністю і корупцією. – 2010. – № 22. – С. 166–174
19. Невідомий В. І. Справедливість і доцільність юридичних норм як ключова проблема сучасної правової онтології / В. І. Невідомий // Боротьба з організованою злочинністю і корупцією. – 2010. – № 23. – С. 232–240.
20. Невідомий В. І. Социодинамический поход к оценке легитимности конституционных норм / В. І. Невідомий // Представительная власть. – 2011. – Москва. – № 4 (107). – С. 27–30.
21. Невідомий В. І. Структурні трансформації сучасного суспільства та реформування конституційних основ української держави / В. І. Невідомий // Право України. – 2011. – № 8. – С. 274–282.
22. Невідомий В. І. Українська Конституція у світлі проблеми гармонізації національного та європейського права / В. І. Невідомий // Вісник Академії правових наук. – 2011. – № 1 (64). – С. 63–74.
23. Невідомий В. І. Основні мотиви реформування вітчизняного конституційного законодавства / В. І. Невідомий // Проблеми законності. – 2011. – № 113. – С. 23–33.
24. Невідомий В. І. Законодавче сприяння розвитку народовладдя і громадянського суспільства в Україні / В. І. Невідомий // Проблеми законності. – 2011. – № 114. – С. 3–14.
25. Невідомий В. І. Суперечності конституційного законодавства в умовах глобалізації / В. І. Невідомий // Правова держава. – 2011. – № 22. – С. 232–240.
26. Невідомий В. І. Методологічні проблеми взаємоузгодження законодавчих основ права з динамікою суспільного буття / В. І. Невідомий // Вісник Вищого адміністративного суду України. – 2011. – № 4. – С. 71–78.
27. Невідомий В. І. Поняття й сутність структури правової реальності / В. І. Невідомий // Вісник Луганського державного університету внутрішніх справ ім. Е. О. Дідоренка. – 2011. – № 2. – С. 271–281.
28. Невідомий В. І. Виправданість закону і правопорядку як предмет комплексних філософсько-правових досліджень / В. І. Невідомий // Право України. – 2011. – № 6. – С. 146–153.
29. Теоретико-практичні аспекти реформування Рахункової  палати України у вищу аудиторську інституцію / Невідомий В.І. // Фінанси України. – 2014. – №2. – С. 30-40.
30. Національні особливості формування системи управління т контролю коштів міжнародної технічної допомоги ід ЄС / Невідомий В.І. // Фінанси України. – 2014. – №8. – С. 14-26.
31. Зовнішній аудит фінансової звітності міжнародних організацій/ Невідомий В.І. // Фінанси України. – 2015. – №1. – С. 16-28.
32. Невідомий В.І., Колективна монографія «Модернізація фінансової системи України в процесі євроінтеграції» / Розділ 11. «Удосконалення контролю в галузі управління державними фінансами на основі міжнародних стандартів і найкращих практик ЄС». - К.:ДННУ «Акад. фін. управління», 2014.                      
- Розділ 11.6. Стратегічні підходи до модернізації Рахункової палати як вищої аудиторської інституції; 
- Розділ  11.8. Рахункова палата України як інструмент ефективної антикорупційної політики держави: правова реальність і перспективи
33. Невідомий  В.І.  Аудиторський Рубікон // Центр соціальних комунікацій Електронний ресурс]. – Режим доступу http://nbuviap.gov.ua/index.php?option=com_content&view=article&id=961:auditorskij-rubikon&catid=8&Itemid=350
34. Невідомий В .І.   Аудиторський Рубікон    // Служба інформаційно-аналітичного забезпечення органів державної влади (СІАЗ). Електронний ресурс]. – Режим доступу: http://xn--80ao2a3f.xn--j1amh/
35. Невідомий В .І.   Теоретико-практичні аспекти реформування Рахункової палати України у вищу аудиторську інституцію // веб-сайт GIZ  Електронний ресурс]. – Режим доступу: http://pfm.in.ua/index.php?content=documents&id=13
36 Невідомий В.І Зовнішній аудит фінансової звітності міжнародних організацій року // веб-сайт GIZ – [Електронний ресурс]. – Режим доступу: http://pfm.in.ua/files/files/pfm_document_551941927052c.pdf
37. Невідомий В.І Зовнішній аудит фінансової звітності міжнародних організацій / Невідомий В.І. // Фінанси України. – 2015. – №2. – С. 14-26.
38. Невідомий В.І Особливості зовнішнього аудиту міжнародних організацій /Невідомий В.І,// Аудитор України .-2015.-№7-8 – С.14-18
39. Невідомий В.І Зміцнення інституційної спроможності Рахункової палати України як незалежної державної аудиторської установи /Невідомий В.І.// // Фінанси України. – 2015. – №11. – С. 24-31.
40. Старостенко Наталья, Базилевич Денис, Крижанівський Володимир, Мельничук Віталій, Невідомий Василь, "Рахункова палата України: Співпраця з Верховною Радою та організаціями громадянського суспільства, 2017,Програма "РАДА: підзвітність, відповідальність, демократичне парламентське представництво" USAID, Фонд Східна Європа, Представництво ЄС в Україні, Видавець ФОП Москаленко О.М.
41. В. Невідомий, К. Канонішена-Коваленко, "Нова якість Рахункової палати України: стратегія розвитку",  Bulletin of Taras Shevchenko National University of Kyiv. Economics, 2019 УДК 336.148, JEL H83
42. В. Невідомий, д-р юрид. наук, Ю. Мироненко, К. Канонішена-Коваленко, канд. екон. наук, Я. Горобчук, Імплементація міжнародних стандартів вищих органів аудиту у фінансові аудити Рахункової палати України, Bulletin of Taras Shevchenko National University of Kyiv. Economics, 2020; 1(208): 32-41 ,УДК 336.148, JEL classification: H83 , DOI: https://doi.org/10.17721/1728-2667.2020/208-1/4
43.  В. Невідомий, К. В. Канонішена-Коваленко, Практика застосування ключових показників ефективності вищих органів фінансового контролю країн Європи, США та Рахункової палати України https://finukr.org.ua/?page_id=774&lang=en&aid=4797
44. В. Невідомий, К. В. Канонішена-Коваленко, Вплив Рахункової палати на формування і виконання Державного бюджету України в умовах війни, https://econom.bulletin.knu.ua/article/view/1593

## Сімейний стан
Одружений. Має сина та доньку.   

## Нагороди та почесні звання
Орден "За заслуги" III ступеня. 
Доктор юридичних наук.
Заслужений юрист України. 
Почесна грамота Верховної Ради України. 